# Blumen der Nacht (Roman)
Blumen der Nacht (engl.: Flowers in the Attic) ist ein Roman der US-amerikanischen Autorin V. C. Andrews aus dem Jahr 1979.

## Handlung
Die Geschichte spielt in den Vereinigten Staaten der 50er Jahre: Corinne Foxworth verliebt sich in ihren jungen Halbonkel Christopher, der im Hause der Foxworth aufgenommen wird, obwohl man ihn in jungen Jahren um sein Erbe betrogen hat. Corinne und Christopher heiraten und nehmen zur Tarnung den Namen Dollanganger an, um ihre gemeinsame Herkunft zu verschleiern, weshalb Corinne von ihrem reichen Vater verstoßen und enterbt wird. Sie ist bereit, aus Liebe zu Christopher auf das Vermögen zu verzichten, doch es fällt ihr schwer, ohne Luxus zu leben. Aus der harmonischen Ehe mit Christopher gehen vier Kinder hervor. Als Christopher an seinem Geburtstag bei einem Unfall stirbt, fühlt Corinne sich gezwungen, in das weitläufige Anwesen ihrer Eltern zurückzukehren, da sie nie gelernt hat, für sich zu sorgen und mit dieser Aufgabe überfordert ist. Corinne möchte mit diesem Umzug die Gunst und das Vertrauen ihres schwerkranken Vaters zurückgewinnen, damit dieser sie wieder als Alleinerbin einsetzt. Hierfür darf er jedoch nichts von der Existenz der vier Kinder wissen, sodass diese auf dem Dachboden des Hauses einquartiert werden und diesen nicht verlassen dürfen. Die strenggläubige Großmutter der Kinder versorgt sie mit dem Nötigsten, zeigt ihnen aber auch ihre völlige Abneigung und schreckt auch vor Schlägen mit einer Gerte nicht zurück, da sie die Kinder nur für das Produkt einer unglückseligen, sündhaften Inzest-Verbindung sieht.
Nach und nach beginnen sich die Kinder an ihr neues Leben anzupassen, welches sich nur in einem Raum sowie dem großen Dachboden abspielt. Weil die beiden jungen Zwillinge das Grün der Wiesen und einen Garten vermissen, richten sich die vier Geschwister mit selbst gebastelten Kunstblumen den Dachboden als Garten her und versuchen so ihr Martyrium erträglicher zu gestalten. Die anfangs regelmäßigen Besuche der Mutter werden über Monate hinweg immer seltener und das Verhältnis der beiden älteren Geschwister Cathy und Chris beginnt sich zu vertiefen. Zunächst ihre Mutter liebend und ihr vertrauend, mehren sich bei den Kindern Zweifel an Corinnes Motiven, als aus Tagen der Gefangenschaft auf dem Dachboden Wochen, Monate und sogar Jahre werden. Die beiden älteren Kinder Cathy und Chris kümmern sich um die zu Beginn fünfjährigen Zwillinge Cory und Carrie und nehmen nach und nach den Platz der Eltern ein. Als Chris und Cathy älter werden, entdecken sie sexuelle Gefühle füreinander, welche sie zu unterdrücken versuchen, da sie bald herausfinden, dass ihre Eltern miteinander verwandt waren und sie diesen Fehler nicht wiederholen möchten, um nicht die „Satansbrut“ zu sein, die ihre Großmutter ihnen unterstellt.
Nachdem es Chris gelungen ist, einen Schlüssel nachzubauen, unternehmen Chris und Cathy erste Gänge durchs Haus, um Geld für eine Flucht zu organisieren. Unterdessen unterrichtet ihre Mutter sie davon, dass sie ihren Verehrer, den Anwalt der Familie Foxworth, Bart Winslow, geheiratet hat. Als die Kinder sich zu einer Flucht durchgerungen haben, erkrankt Cory schwer. Auf Drängen von Cathy und dem Beipflichten der Großmutter nimmt Corinne ihn mit, um ihn ins Krankenhaus zu bringen. Anderntags teilt die Mutter den anderen Kindern mit, dass ihr Bruder an einer Lungenentzündung gestorben sei.
Die beiden Geschwister planen eine erneute Flucht, um das verbliebene Schwesterchen nicht zu gefährden, da sich ihr Zustand jeden Tag ein wenig mehr verschlechtert. Am Tag der Flucht belauscht Chris ein Gespräch der Dienstboten und erfährt so, dass ihr Großvater schon ein Jahr zuvor verstorben ist und sie die ganze Zeit von ihrer Mutter angelogen wurden. Zudem nährt sich der Verdacht, man könnte ihnen Gift ins Essen gemischt und so den Tod von Cory verschuldet haben. Um diesen Verdacht zu bestätigen, füttern sie Corys Haustier, der zahmen Hausmaus Mickey, eines der Gebäckstücke, welches sie als Nachtisch in ihrer täglichen Essensration bekommen. Die Maus verstirbt kurz nach dem Verzehr. Chris und Cathy beschließen, die Maus nebst Backwerk als Beweismittel in eine Tüte zu verpacken.
Cathy und Chris finden heraus, dass der Mutter das Erbe auch nachträglich entzogen werden kann, wenn sich herausstellen sollte, dass aus ihrer ersten Ehe doch Kinder hervorgegangen sind. Sie erkennen, dass ihr Bruder vergiftet wurde und für sie das gleiche Schicksal vorgesehen ist. Sie beschließen, das Haus zu verlassen, und können mit Carrie entkommen. An einem Bahnhof entsorgt Cathy die Tüte mit den Beweismitteln, da sie keinen Platz für Rache in ihrem Herzen sieht und mit der Geschichte abschließen möchte.

## Hintergrund
Der in der Ich-Perspektive der Cathy Dollanganger geschriebene Roman wurde weltweit über 40 Millionen Mal verkauft. Er zog vier Fortsetzungen und bislang zwei Verfilmungen nach sich.
Der thematisierte Inzest zwischen zwei Heranwachsenden wurde von den Kritikern kontrovers aufgenommen. Einige Schulen und Bibliotheken in den Vereinigten Staaten nahmen den Roman nicht in ihren Bestand auf bzw. nahmen ihn nach Protesten aus dem Bestand. 

## Fortsetzungen
Zu dem Roman erschienen vier Fortsetzungen, die zusammen als Foxworth-Saga bezeichnet werden:
- 1980: Wie Blüten im Wind (Petals on the Wind)
- 1981: Dornen des Glücks (If There Be Thorns)
- 1984: Schatten der Vergangenheit (Seeds of Yesterday)
- 1986: Gärten der Nacht (Garden of Shadows)

## Verfilmungen
1987 erschien der Thriller Blumen der Nacht, der in zahlreichen Details von der Romanvorlage abweicht. Insbesondere werden die Tabubereiche Inzest und Sadomasochismus ausgespart. Zudem stirbt die Mutter am Ende des Films, als die Kinder sich während deren Hochzeit mit Bart Winslow aus ihrem Versteck befreien können.
Näher an der Romanvorlage bleibt der Fernsehfilm Flowers in the Attic – Blumen der Nacht aus dem Jahr 2014, in dem auch die inzestuöse Beziehung zwischen Cathy und Christopher jr. angedeutet wird.